# Час ялівцю
«Час ялівцю» (англ. Juniper Time) — науково-фантастичний роман американської письменниці Кейт Вільгельм, вперше опублікований 1979 року. 

## Сюжет
Посуха спустошує декілька регіонів світу, включно з західними Сполученими Штатами, змушуючи жителів Каліфорнії втікати до нових міст, які, однак, не є привітнішими.
Труднощі, через які проходять люди, викликають відродження напруженості між великими державами, ця напруга зростає навколо космічної станції Альфа.
Більше того, Артура Клюні і Джин Брайтон об’єднує одна спільна риса: їх батьки були героями будівельного проекту «Альфа». Друзі дитинства, розлучені життям. Артур став науковцем, а вона (молода жінка Джин) — лінгвістом.
Тільки індіанці живуть надією і намагаються пристосуватися до посухи, заново відкриваючи спосіб життя своїх предків.
Саме до цієї цивілізації звертаються Артур і Джин, у день, коли повідомлення, вигравіруване на золотій пластині, що дрейфує в космосі, змінює ситуацію і ставить їх існування під загрозу.
Артуру доведеться знайти Джин та попросити розшифрувати повідомлення, а вона трохи навчить його індіанської культури.

## Нагороди
У 1981 році роман отримав премію «Аполло».

## Внутрішні посилання
- Ялівець — дерево, відоме тисячоліттями своїми лікувальними властивостями; дуже стійкий і здатний рости на посушливих грунтах з невеликою кількістю води.

У Сполучених Штатах існує два види ялівцю:
- Ялівець віргінський.
- Juniperus scopulorum (ймовірно, це вид, про який йдеться в романі).